# Soter Jaxa-Małachowski
Soter Jaxa-Małachowski (ur. w 1867 w Wolanowie w guberni chersońskiej, zm. 11 czerwca 1952 w Krakowie) – polski malarz, pejzażysta i marynista.

## Biografia

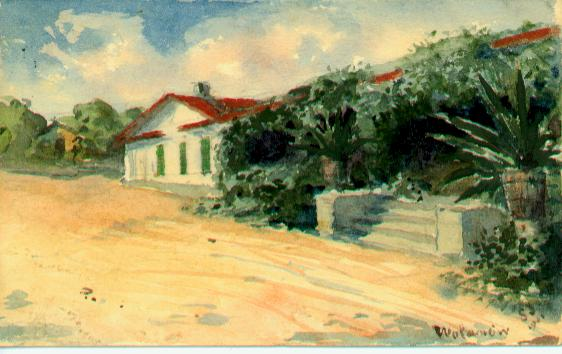
Dwór w Wolanowie: akwarela formatu pocztówki, 1908, zb. prywatne.

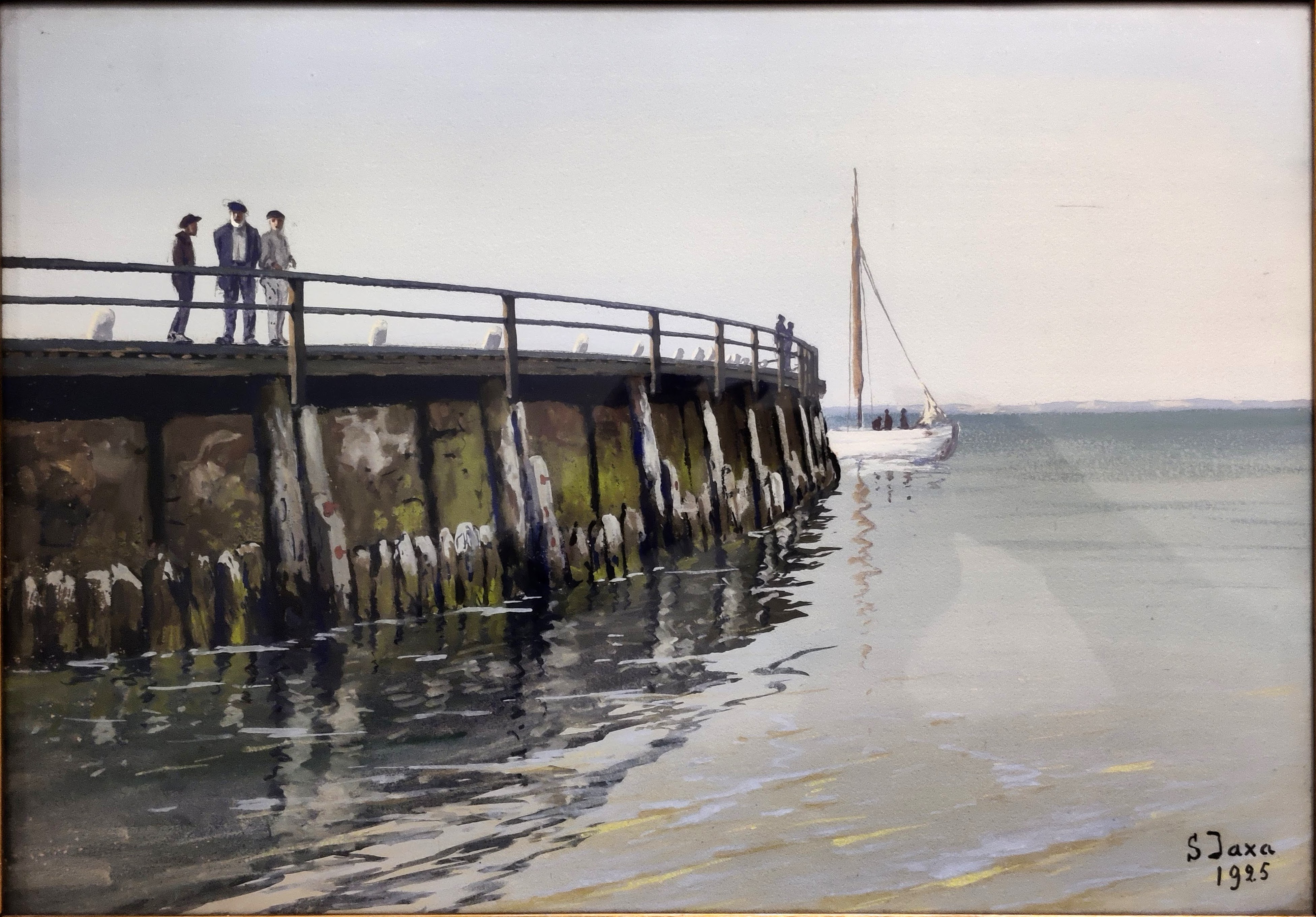
Molo: gwasz 35×49 cm, 1925, zb. prywatne

Pochodził z rodziny Małachowskich herbu Gryf, z gałęzi osiadłej w XIX w. w guberni chersońskiej. Uczył się w Szkole Sztuk Pięknych w Odessie, Krakowskiej Szkole Sztuk Pięknych 1892–1894 u Floriana Stanisława Cynka, Władysława Łuszczkiewicza i Izydora Jabłońskiego oraz w Szkole Malarstwa i Rysunku w Monachium od 1894 u Stanisława Grocholskiego.
W Monachium mieszkał do 1901 roku. Po powrocie do kraju osiadł w Krakowie, później przeniósł się na 2 lata do Zakopanego. W 1904 osiadł na stałe w Krakowie. Był członkiem założycielem Związku Powszechnego Artystów Polskich. Podróżował do Włoch w latach: 1905, 1925, 1928. Swoje prace wystawiał w różnych miastach Polski: Kraków, Warszawa – Salon Krywulta i Zachęta, Lwów, Łódź, Poznań, Lublin . Jego specjalnością było malarstwo pejzażowe, głównie sceny morskie, widoki Tatr, sceny wiejskie. Charakterystyczne są dla niego pejzaże morskie oraz nokturny. Uznawany za najlepszego polskiego marynistę (porównywany ze znanym marynistą rosyjskim Iwanem Ajwazowskim), nazywany bywa „malarzem trzech mórz” (Czarnego, nad którym się urodził, Śródziemnego, które poznał podczas podróży do Włoch, Bałtyckiego, które odwiedzał po powrocie do Polski) . Ceniony i poszukiwany przez szerokie grono kolekcjonerów. Wykonał też pewną liczbę portretów swojej rodziny (jego modelką była jego muza i towarzyszka życiowa, Jadwiga Younga de Lenie, którą poślubił po powrocie z Monachium).
Jako człowiek majętny początkowo malował dla przyjemności, po II wojnie światowej został zmuszony do zarobkowania malarstwem. W tym czasie malarstwo olejne zastąpił akwarelą, gwaszem i pastelem, pozwalające na szybsze notowanie wrażeń i wykonanie obiektu. Prace artysty znajdują się w zbiorach muzeów polskich i kolekcjach prywatnych.

## Znane obrazy
- Most w Wenecji (1905),
- Brzeg morza (1925),
- Pejzaż portowy (1928),
- Rybacy przy łodziach (1931),
- W porcie (1931),
- Kanał w Wenecji (1934),
- Port (1935),
- Pejzaż (1937),
- Bałtyk (1938),
- Pejzaż nadmorski (1939),
- Pejzaż nadmorski z fragmentem portu (1939),
- Rozbitkowie,
- Mewy na plaży,
- Falochron.